# Viktor Belenko
Viktor Ivanovich Belenko (em russo:  Виктор Иванович Беленко, 15 de fevereiro de 1947 – Red Bud, 24 de setembro de 2023) foi um piloto soviético que, durante a Guerra Fria, desertou para o Ocidente durante um voo com o seu caça MiG-25 "Foxbat", desembarcando em Hakodate, Japão. A oportunidade de estudar o avião soviético de perto foi uma incrível fonte de inteligência militar para o Ocidente. Belenko, mais tarde, tornou-se um engenheiro aeroespacial para os EUA.

## Biografia e da deserção

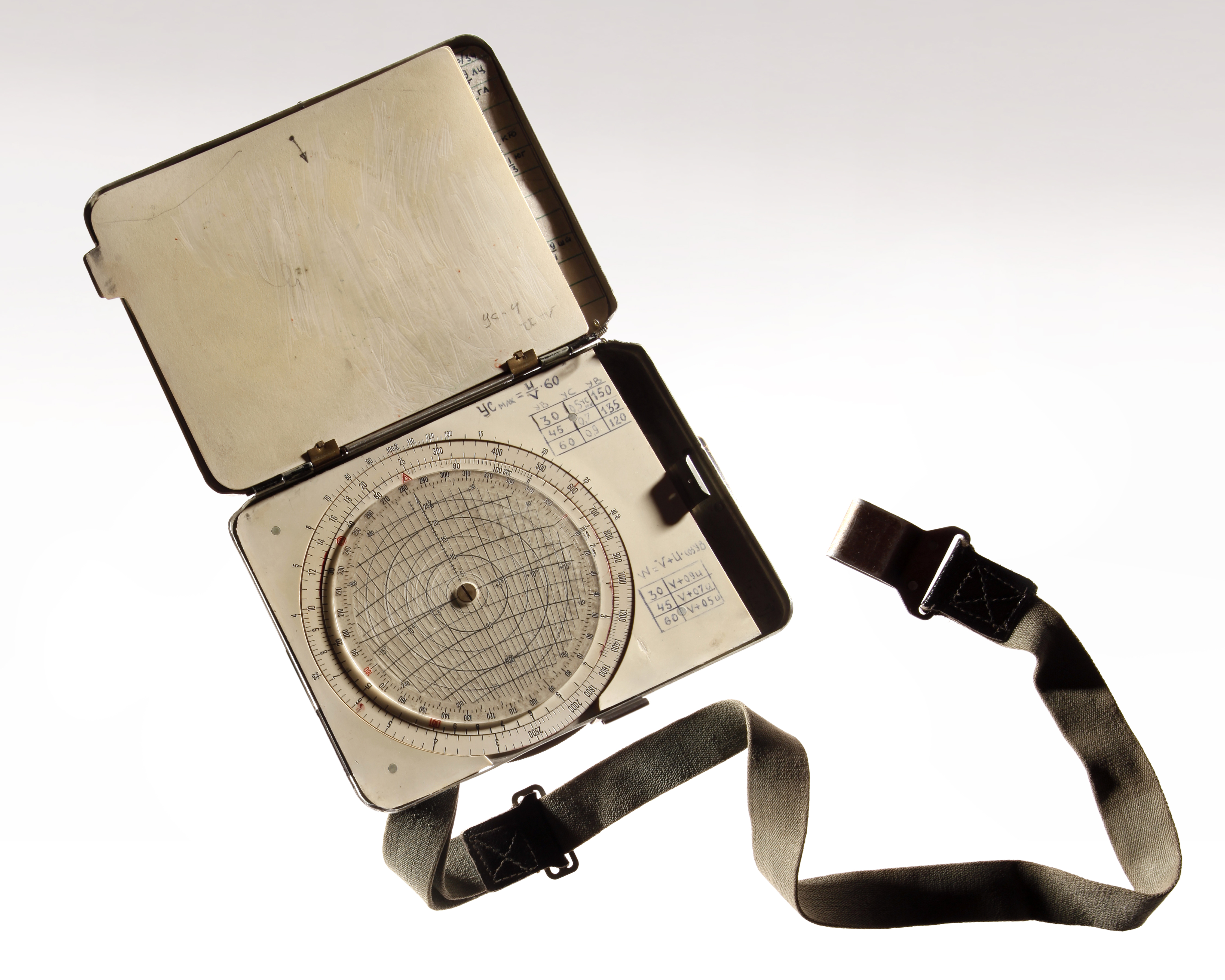
Caderno de notas de Belenko com dados de vôo

Belenko nasceu em Nalchik, URSS, numa família ucraniana. O tenente Belenko foi um piloto no 513.º Regimento de Caça, 11.ª tropa do Ar, Forças de Defesa Aérea Soviética baseado em Chuguyevka, Primorsky Krai. Em 6 de setembro de 1976, ele, com êxito, desertou para o Ocidente, voando o seu avião de caça MiG-25 "Foxbat" para Hakodate, Japão.
Esta foi a primeira vez que especialistas ocidentais foram capazes de examinar de perto o avião, o que revelou muitos segredos e surpresas. A sua deserção causou danos significativos para a Força Aérea Soviética. A Belenko foi concedido asilo pelo Presidente dos EUA, Gerald Ford, além de um fundo fiduciário, garantindo-lhe uma vida confortável nos anos posteriores. O Governo dos Estados Unidos entrevistou-o durante cinco meses após a sua deserção e acabou por o empregar como consultor para vários anos. Belenko também entregou o manual do piloto para o MiG-25 "Foxbat", esperando ser de ajuda e assistência a pilotos americanos na avaliação e testes da aeronave.
Belenko não foi o único piloto a ter desertado da URSS desta maneira, nem foi ele o primeiro a desertar vindo de um país do Bloco Soviético. Em Março e Maio de 1953, dois pilotos da Força Aérea polonesa voaram um MiG-15 até a Dinamarca. Mais tarde, em 1953, o piloto norte-coreano No Kum Sok voou seu MiG-15 para uma base aérea americana na Coreia do Sul; este MiG está em exposição permanente no Museu Nacional da Força Aérea dos EUA. Em 20 de Maio de 1989, o capitão soviético Aleksandr Zuyev voou seu MiG-29 para Trabzon, Turquia. Este MiG-29 foi prontamente devolvido à URSS.

## Pós-deserção, vida nos Estados Unidos

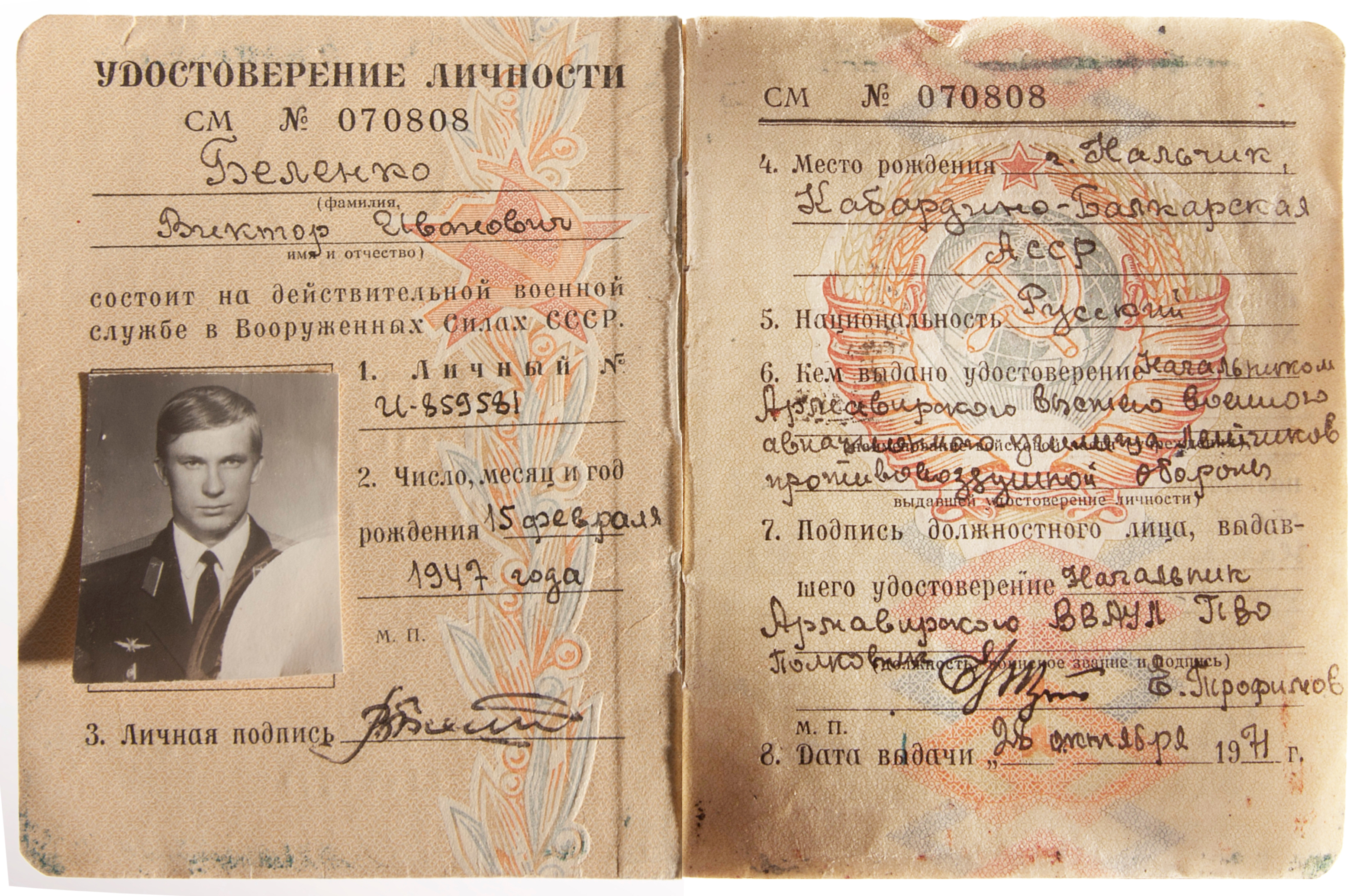
Identificação Militar de Viktor Belenko

Em 1980, o Congresso dos EUA promulgou a lei S. 2961, autorizando a cidadania para Belenko. Foi assinado como lei pelo Presidente Jimmy Carter no dia 14 de outubro de 1980, como Lei de Direito Privado 96-62. Depois de sua deserção, ele co-escreveu em 1980 uma autobiografia, MiG-Piloto: A última Fuga do Tenente Belenko com o escritor John Barron. Durante os seus anos nos Estados Unidos, Belenko casou-se com uma professora de música do Dakota do Norte, de nome Coral, e se tornou pai de dois filhos, Tom e Paul. Mais tarde, ele divorciou-se. Ele também tem um filho de seu primeiro casamento. Belenko nunca se divorciou de sua esposa russa. Em 1995, após a dissolução da União Soviética, ele visitou Moscou em negócios.

## Consequências
A chegada do MiG-25 Japão foi incrível para planejadores militares do Ocidente. O governo Japonês, inicialmente, apenas permitiu que os Estados Unidos examinassem o avião e fizessem testes de radar e de motores no chão, mas, posteriormente, convidou-os a examinar o avião extensivamente. Ele foi desmontado para este efeito, no Japão. O avião foi movido pela aeronave de carga da Força Aérea dos EUA C-5 Galaxy de Hakodate para Base Aérea de Hyakuri em 25 de setembro. Por esta altura, especialistas haviam determinado que o avião era um interceptador e não um caça-bombardeiro, o que foi uma grata afirmação para a defesa japonesa.
O governo Japonês estabeleceu um plano, em 2 de outubro, para retornar a aeronave em caixas do porto de Hitachi e taxar os soviéticos em US$ 40 mil por danos e serviços de desmonte e empacotamento em Hakodate. Os Soviéticos, sem sucesso, tentaram negociar um retorno através de uma de suas próprias aeronaves, a Antonov An-22, e tentou organizar uma rigorosa inspeção das caixas, mas o Japão recusou ambas as demandas e os Soviéticos finalmente submeteram-se aos termos japoneses em 22 de outubro.
A aeronave foi movida de Hyakuri para o porto de Hitachi, em 11 de novembro, num comboio de carretas. Trinta caixas embarcaram a bordo do navio de carga soviético Taigonos em 15 de novembro de 1976, e chegou em cerca de três dias em Vladivostok. Uma equipe de técnicos soviéticos foram autorizados a visualizar subconjuntos das peças em Hitachi. Ao encontrar 20 peças em falta, sendo um filme de voo Hakodate, os soviéticos tentaram cobrar do Japão US$ 10 milhões. Não se tem conhecimento de que nem os japoneses nem os soviéticos (?) tenham pago alguma quantia referente a isto.
Um diplomata descreveu a posição Soviética como "carrancuda sobre o assunto". A CIA concluiu no momento que "ambos os países parecem ansiosos para colocar o problema para trás das costas". Especula-se que os soviéticos estavam relutantes em cancelar uma série de futuras visitas diplomáticas, pois "alguns negócios e transações estão por serem feitas, e porque a URSS, com a sua posição política em Tóquio tão fraca, não pode sofrer contratempos na cooperação económica entre soviéticos e japoneses".

## Morte
Viktor Belenko faleceu em uma casa de repouso na pequena cidade de Red Bud, Illinois, em 24 de setembro de 2023, aos 76 anos. Ele deixou dois filhos e quatro netos. No entanto, os jornalistas só souberam de sua morte no final de novembro. Um de seus filhos contou ao jornal que seu pai havia falecido após uma curta doença. Não houve funeral.

## Leitura complementar
- MiG Pilot: the Final Escape of Lt. Belenko, by John Barron, 1980, ISBN 0-380-53868-7